# فلهلم هازنكليفر
فلهلم هازنكليفر (بالألمانية: Wilhelm Hasenclever)
(19 أبريل 1837 - 3 يوليو 1889) كان سياسيًّا ديمقراطيًّا اشتراكيًّا وصحفيًّا ألمانيًّا، اشتغل في الأصل بأعمال الدباغة، ثم تحول إلى الصحافة والكتابة. شارك فلهلم ليبكنخت في رئاسة تحرير صحيفة فورفرتس التي تنطق باسم الديمقراطية الاشتراكية في ألمانيا.
كان ممثلًا نيابيًّا عن الاتحاد الألماني الشمالي في الرايخستاج، منتميًا لحزب الجمعية العامة للعمال الألمان. في 1871، كان الرئيس الأخير لحزب الجمعية العامة قبل أن يتحد مع حزب العمال الديمقراطي الاشتراكي في 1875.

## استشهادات
1. ↑  А. М. Прохорова, ed. (1969), Большая советская энциклопедия: [в 30 т.] (بالروسية) (3rd ed.), Москва: Большая российская энциклопедия, Газенклевер Вильгельм, OCLC:14476314, QID:Q17378135